# Megupsilon aporus
Megupsilon aporus је зракоперка из реда Cyprinodontiformes и фамилије Cyprinodontidae. 

## Угроженост
Ова врста је скоро изумрла, и нису познати слободни живи примерци.

## Распрострањеност
Пре изумирања у дивљини, само Мексико.

## Станиште
Станиште врсте су слатководна подручја.